# Olinto Aramy Silva
Cel. Olinto Aramy Silva (? — 1956) foi um político  e militar brasileiro.
Foi eleito, em 3 de outubro de 1954, deputado estadual, pelo PTB, para a 39ª Legislatura da Assembleia Legislativa do Rio Grande do Sul, de 1955 a 1959.